# Герои мультфильмов приходят на помощь
«Герои мультфильмов приходят на помощь» (англ. Cartoon All-Stars to the Rescue) — американский телевизионный мультфильм 1990 года, направленный на борьбу с наркотиками. Спонсорами выступили такие крупные корпорации как McDonald’s, Ronald McDonald House Charities и Chuck E. Cheese’s. Владельцы авторских прав на представленных в мультфильме персонажей разрешили использовать их бесплатно. Авторами музыкального номера Wonderful Ways to Say No выступили композитор Алан Менкен и поэт Ховард Эшман.

## Сюжет
14-летний подросток по имени Майкл употребляет марихуану, ворует у отца пиво. Его младшая сестра, 9-летняя Кори, беспокоится за него, поскольку видит, как наркотик меняет его в худшую сторону. Когда у девочки пропадает её копилка, к ней на помощь приходят герои её любимых мультфильмов. Они находят пропажу в комнате Майкла, там же они обнаруживают и его тайник с наркотиками. Мультперсонажи берут подростка в фантастическое путешествие, чтобы он наглядно увидел все риски и последствия употребления наркотиков, заставляя его завязать с ними.

## Роли озвучивали
В этом мультфильме впервые Багз Банни и Даффи Дак были озвучены не Мелом Бланком, который умер за несколько месяцев до премьеры. В мультфильме представлены герои десяти популярных в то время франшиз:
- «Альф» — Альф
- «Элвин и бурундуки[англ.]» — Элвин, Саймон и Теодор
- «Утиные истории» — Билли, Вилли и Дилли
- «Гарфилд и его друзья» — Гарфилд
- «Шоу Багза Банни» — Багз Банни и Даффи Дак
- «Малыши маппеты[англ.]» — Кермит, Пигги и Гонзо[англ.]
- «Новые приключения Винни-Пуха» — Винни-Пух и Тигра
- «Настоящие охотники за привидениями» — Лизун[англ.]
- «Смурфики» — Папа Смурф, Знайка и Силач (на обложке кассеты также изображена Смурфетта, но в мультфильме она отсутствует)
- «Черепашки-ниндзя» — Микеланджело (на обложке кассеты не изображён, но в мультфильме присутствует)

Роли озвучивали
- Джейсон Марсден[англ.] — Майкл
- Линдсей Паркер — Кори
- Таунсенд Коулмен[англ.] — папа / Микеланджело
- Лори О’Брайен — мама / Пигги
- Джоей Дедио[англ.] — наркодилер
- Пол Фаско — Альф (в титрах не указан)
- Росс Багдасарян-мл. — Элвин / Саймон
- Джанис Карман[англ.] — Теодор
- Джефф Бергман — Багз Банни / Даффи Дак
- Джим Каммингс — Винни-Пух / Тигра
- Дэнни Голдмен[англ.] — Знайка
- Дон Мессик — Папа Смурф
- Фрэнк Уэлкер — Лизун[англ.] / Силач / Кермит
- Лоренцо Мьюзик[англ.] — Гарфилд
- Расси Тейлор — Гонзо[англ.] / Билли, Вилли и Дилли
- Джордж Кэмпбелл Скотт — Дым марихуаны[1][3]
- Аарон Лор[англ.] — второстепенные персонажи

## Премьера
Премьера мультфильма состоялась 21 апреля 1990 года одновременно на четырёх крупнейших телеканалах США: ABC, CBS, NBC и Fox, а также на нескольких независимых и кабельных каналах. В версии, выпущенной в вскоре на видеокассетах, перед началом мультфильма записано обращение к юным зрителям от президента США Джорджа Буша, первой леди Барбары Буш и их собаки Милли.
В ноябре 1990 года состоялась премьера в Австралии, также одновременно на крупнейших телеканалах: Seven Network, Nine Network и Network Ten. Перед показом мультфильма небольшую речь произнёс премьер-министр Роберт Хоук.
В октябре 1991 года состоялась премьера в Новой Зеландии, одновременно на телеканалах Television New Zealand и Three. Перед показом мультфильма небольшую речь произнёс премьер-министр Джим Болджер.
Также премьеры этого мультфильма в своих странах предваряли вступительные речи крупных политиков: в Канаде — премьер-министр Брайан Малруни; в Мексике — президент Карлос Салинас; в Испании — королева-консорт София Греческая.
В России премьера мультфильма состоялась 25 декабря 1994 года без вступительных речей кого-либо из политиков.